# ان‌جی‌سی ۶۸۷۲
ان‌جی‌سی ۶۸۷۲ (انگلیسی: NGC 6872) یک کهکشان مارپیچی میله‌دار بزرگ در صورت فلکی طاووس است.